# ياو أزياونو
ياو أزياونو (بالفرنسية: Yao Aziawonou)‏ (مواليد 30 نوفمبر 1979) هو لاعب كرة قدم. يلعب مع منتخب توغو لكرة القدم. سبق له أن لعب في كأس العالم لكرة القدم مع منتخب بلاده.

## روابط خارجية
- ياو أزياونو على موقع الاتحاد الدولي (مؤرشف)  (الإنجليزية)
- ياو أزياونو على موقع قاعدة بيانات كرة القدم.إي يو (الإنجليزية)
- ياو أزياونو على موقع ناشيونال فوتبول تيمز (الإنجليزية)
- ياو أزياونو على موقع عالم كرة القدم.نت (الإنجليزية)